# کوتیکامبه
کوتیکامبه (انگلیسی: Kotikambe) یک منطقه مسکونی در کشور سری‌لانکا است.